# Otiothops whitticki
Otiothops whitticki là một loài nhện trong họ Palpimanidae. Loài này được phát hiện ở Guyana.